# 켐트레일

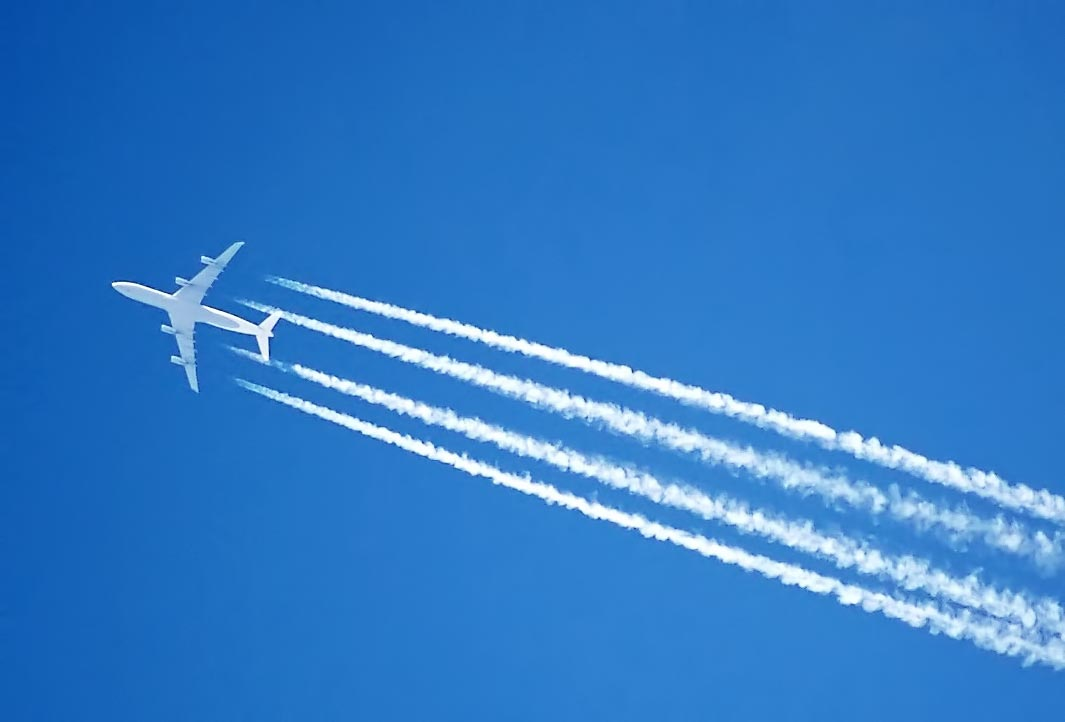
비행운.

켐트레일(영어: chemtrail)은 '화학물질(chemical)'과 '비행운(contrail)'을 뜻하는 영단어를 합친 신조어로, 정부나 일루미나티 등 비밀 조직이 인구 수 조절, 생물학 병기 실험 또는 식량 가격을 조정할 목적 등으로 비행운으로 위장한 화학 물질을 대기중에 살포한다는 내용의 음모론을 말한다.

## 개요
켐트레일이라는 말은 2004년 에이미 워딩턴에 의해 처음 사용된 말로, 그가 저작한 문헌에 따르면 켐트레일은 어떠한 비밀 프로젝트에 관련되어 비행기에서 살포한 미립자 상태의 물질이며, 석면, 바륨염, 알루미늄, 방서성 토륨 등의 독성금속을 포함한다고 한다. 또한 워싱턴은 이 프로젝트가 미국방부, 국립연구기관, 여러 대학, 민간방위산업체, 제약회사 등이 관련된 거대한 조직이 추진하고 있는 것이라 주장하며, 비행기에서 살포된 미립자 상태의 물질은 대기상에서 고전하 전도성 플라즈마화 된다거나, 지진을 일으키는 지각조작무기를 충전하기 위한 것이라고 주장한다.
그러나 이러한 주장은 구체적인 근거와 통계적인 수치가 공표된 것이 아니며, 미립자 상태의 물질이 대기권에서 고전하 전도성 플라즈마화 된다는 메커니즘이나, 그것을 통하여 충전하여 지진을 일으킨다는 지각조작무기에 의한 인위적인 지진발생에 대한 구체적인 기술은 언급되어 있지 않다.
켐트레일이 실존한다고 믿는 사람들은 켐트레일이 다음과 같은 것이라고 주장한다.
- 비행운이 오래 남아있고 독특한 모양의 구름을 확산되는 경우가 많다.[2]
- 대기 중에서 잔류화학물질 등이 확인되고, 주변 지역에서 건강에 대한 피해가 보고되며, 켐트레일이 나타나기 직전에 군용기가 비행한다. 살포 후에는 헬리콥터가 날아와 관측한다는 보고도 있다.
- 피부 밑에 기생충같은 것이 꿈틀거리는 모겔론스(Morgellons)병의 원인이 켐트레일이라는 주장이 있다.
  - 하지만 모겔론스병은 의학계에서 존재를 인정받은 질병이 아니며, 피부 밑에서 벌레가 꿈틀거리는 느낌은 피부기생충망상이라는, 조현증이나 우울증, 알콜중독에서 많이 발생하는 증상이다.[3]

켐트레일의 존재를 주장하는 사람은 전 세계에 존재하며, 세계 각국에서 목격했다고 주장한다. 켐트레일의 보급상황을 촬영했다고 주장하는 동영상도 인터넷에 공개되고 있다. 동영상 촬영자는 자신이 촬영한 것이 단순한 비행운이 아니라고 주장하지만, 일반 비행운과 켐트레일이라 지목되는 비행운의 차이는 명확하지 않다.
중국의 초등학교 교과서는 에어로졸이 비행운을 생성하여 일조량에 영향을 줄 수 있다고 설명하기는 하지만, 인체에 미치는 영향에 대해 다루지는 않고 있다.
미국 의회에서는 기후조작연구개발정책승인법(Weather Modification Research and Development Policy Authorization Act of 2005)이 제출되었으며, 켐트레일의 존재를 주장하는 사람들은 이것이 미국 정부가 켐트레일의 존재를 인정한 것이라고 주장한다. 하지만 이 법은 어디까지나 인공강우 등 기상제어를 목적으로 하는 공개된 기술연구개발에 의한 것이며, 켐트레일 음모론자가 주장하는 것과 같이 생물학적인 실험이나 제약회사에 의한 병원균 살포와는 무관하다.
러시아에서 켐트레일이 존재한다는 기사를 주요 신문이 보도되었으며, 진위여부는 차치하더라도 용어 자체는 공식적으로 인정되고있다. 미국에서는 켐트레일이 존재한다는 것이 사실이라고 믿는 시민들의 반대운동도 이루어지고 있으며, 켐트레일에 대한 연구사이트도 만들어져있다.
전문가들은 켐트레일을 유사과학 또는 피해망상에 지나지 않는다는 입장을 취하고 있다. 러시아 정부와 미국 정부는 기상제어를 목적으로 화학물질을 공중살포하는 것은 공표하고 있지만, 유해성에 대해서는 논할 수도 없을 정도로 적은 양에 불과하다고 주장하고 있다. 2006년 미국 방송국 NBC가 전국으로 방송한 뉴스프로그램에서 켐트레일에 대한 특집을 편성하여 켐트레일 피해를 호소하는 주민과 그에 대한 여러 전문가의 부정적인 시각을 보도했다. 또한 미 공군은 켐트레일에 대한 주장이 유언비어라고 밝히고 있다.

## 같이 보기
- 고엽제
- 기상제어
- 농약
- 콘트레일(비행운)
- 유사과학
- 음모론
- 인공강우